# Carnaval (film, 1981)
Pour les articles homonymes, voir Carnaval (homonymie).
Pour plus de détails, voir Fiche technique et Distribution.
Carnaval (Карнавал) est un film soviétique réalisé par Tatiana Lioznova, sorti en 1981,,.

## Synopsis
Nina vit avec sa mère dans la petite ville provinciale d'Okhansk. Nina rêve de devenir artiste et part à la conquête de Moscou, mais échoue aux examens d'entrée dans une école de théâtre. Ayant décidé de tenter sa chance l'année prochaine, elle reste dans la capitale. Au départ, Nina succombe aux tentations d'une vie festive, s'entoure de personnages superficiels. Puis, rattrapée par les problèmes financiers, elle tente de gagner sa vie en faisant toute sorte de petits boulots. A un moment, elle se rapproche même de son rêve quand elle obtient un emploi dans un music-hall. Un jour, elle monte sur scène pour remplacer un figurant malade, mais sa prestation est un fiasco…
Dans le film, les scènes de sa vie plutôt difficile alternent avec ses rêves de chant et de gloire.
En faisant toutes ces expériences, Nina commence à comprendre que la grande ville n'est pas un éternel carnaval, et, mûrie mais pas brisée, retourne chez elle pour s'occuper de sa mère malade.
Dans la séquence finale, Nina apparaît comme une chanteuse célèbre se produisant devant une salle comble. On ne sait pas exactement si la jeune femme, de retour chez elle, s'imagine à nouveau comme la personne qu'elle n'a pas réussi à devenir, ou si elle est vraiment devenue une artiste.

## Fiche technique
- Titre : Carnaval
- Réalisation : Tatiana Lioznova
- Scénario : Tatiana Lioznova, Anna Rodionova
- Photographie : Piotr Kataïev
- Musique : Maxime Dounaïevski
- Décors : Boris Doulenkov, Vladimir Posternak, Mariam Bykhovskaïa
- Montage : Elena Zabolotskaïa
- Production : Studio Gorki
- Pays : URSS
- Genre : drame
- Durée : 151 minutes
- Sortie : 1981

## Distribution
- Irina Mouraviova : Nina Solomatina
- Youri Yakovlev : Mikhaïl Solomatine, père de Nina
- Klara Loutchko : Joséphine, deuxième épouse de Solomatin
- Alexandre Abdoulov : Nikita, étudiante
- Vera Vassilieva : maman de Nikita
- Alevtina Rumiantseva : maman de Nina
- Alexandre Mikhaïlov : Remizov, père de Kolia
- Ekaterina Jemchuzhnaïa : Karma, l'amie de Nina
- Lidia Smirnova : président du comité de sélection
- Valentina Titova : propriétaire d'appartement
- Vadim Andreïev : directeur de théâtre amateur
- Zinaïda Vorkoul : Zinaïda
- Boris Morozov : Alexandre Nikolaenko, artiste
- Viatcheslav Baranov : Jenia, soupirant de Nina